# Mag (kapłan perski)
Uzasadnienie:  to są artykuły o tym samym i wyodrębnianie ich nie ma sensu 
Magami nazywa się kapłanów czy mędrców elamickich, chaldejskich, medyjskich i babilońskich zajmujących się astrologią, magią i alchemią, a także kapłanów zaratusztriańskich: strażników ognia świątynnego, nauczycieli, autorów hymnów świątynnych i arcykapłanów. W okresie hellenistycznym zaczęto tak tytułować samego Zaratusztrę (Zoroastra).

## Etymologia
Mag i magia są pokrewne polskiemu „moc”, „mocarz”, greckiemu μάγος (magos), μαγικός (magikos, łac. magicus), angielskiemu magic zapożyczonemu ze starofrancuskiego magique, staroperskiemu i medyjskiemu magi lub maguš, sanskryckiemu maga, elamickiemu magu-pati (mag-nauczyciel).

## Źródła medyjskie i perskie
Najwcześniejsze znane użycie słowa mag, maguš znajduje się w trójjęzycznej Inskrypcji z Behistun Dariusza I Wielkiego (520-518 p.n.e.). Podobny termin pojawia się też w tekstach Awesty, świętej księgi zaratusztrianizmu, jako hapax legomenon: moghu.tbiš, co oznacza „wrogi wobec moghu ”, gdzie moghu nie znaczy (jak wcześniej sądzono) „mag”, ale raczej „członek plemienia. Herodot wspomina o medyjskich mędrcach zarówno w odniesieniu do ludu, jak i w stosunku do kasty kapłanów Medów i Persów, u których funkcja ta była dziedziczna. Magowie odgrywali znaczącą rolę na dworze króla Medów Astyagesa, który zatrudniał ich jako „doradców i tłumaczy snów” (przepowiedzieli mu, że straci koronę pokonany przez Cyrusa, założyciela Imperium Achemenidów). 

## Źródła hellenistyczne
Według Roberta Charlesa Zaehnera w późniejszych relacjach historyków greckich „słyszymy o Magach nie tylko w Persji, Baktrii, Chorezmie, Arianie, Medii i wśród Saków, ale także w krajach nieirańskich, magach z krajów takich jak Samaria, Etiopia i Egipt. Zaehner twierdzi, że ich wpływy były również szeroko rozpowszechnione w Azji Mniejszej.

Terminy pokrewne magowi, magii, magikowi powszechnie stosowane były we wschodniej części regionu Morza Śródziemnego i Azji Zachodniej, konkurując ze swoim pierwotnym znaczeniem w okresie hellenistycznym. Rola magika połączyła się ze starszym greckim γόης (goēs): żonglera praktykującego uliczną magię, a także astronomię, astrologię, alchemię. Skojarzenie to wynikało z hellenistycznej fascynacji pseudoepigrafią greckich autorów takich jak Pseudo-Zoroaster, Pseudo-Hystaspes, Pseudo-Ostanes, którzy byli uważani przez Greków za chaldejskich mędrców, nauczycieli, wynalazców astrologii i magii. Tematyka tych tekstów, których autentyczność rzadko była kwestionowana, obejmowała naturę świata, nekromancję, spekulacje astronomiczne i wiedzę magiczną.  Samego Zoroastra utożsamiano z czczeniem gwiazd (astrothytes, „gwiezdny ofiarnik”), w ramach ludowej etymologii,  na przykład Agatiasz pisał: „Zoroaster był ich nauczycielem i wprowadził rytuały magów; zastąpił ich pierwotny kult wielkimi i skomplikowanymi doktrynami”. 

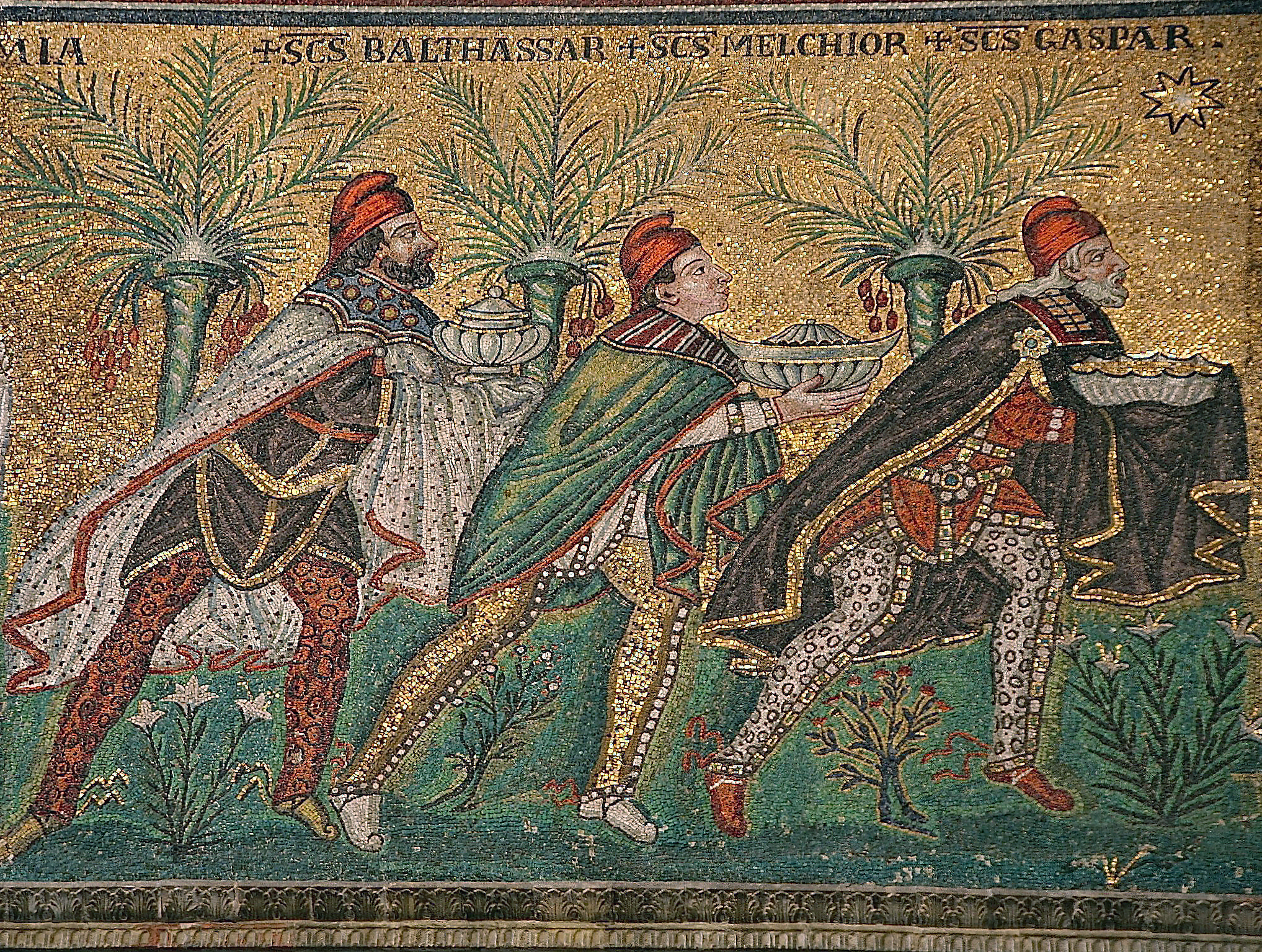
Przedstawienie Trzech Mędrców na VII-wiecznej mozaice z bazyliki Sant’Apollinare Nuovo w Ravennie, Włochy.

## W tradycji chrześcijańskiej
Słowo mágos i jego odmiany pojawiają się zarówno w Starym, jak i Nowym Testamencie. Zwykle to słowo tłumaczy się jako „magik” lub „czarownik” w znaczeniu iluzjonisty lub wróża, i tak tłumaczy się je we wszystkich jego wystąpieniach (np. Dz 13: 6) z wyjątkiem Ewangelii Mateusza, gdzie, w zależności od tłumaczenia, jest tłumaczone jako „mędrzec” (KJV, RSV) lub nieprzetłumaczone (mágoi) jako Trzej Królowie, zazwyczaj z notą wyjaśniającą (NIV). Jednak wcześni ojcowie kościoła, tacy jak św. Justyn, Orygenes, św. Augustyn i św. Hieronim, przetłumaczyli to słowo w jego zwykłym znaczeniu, czyli jako „magowie”. Ewangelia Mateusza stwierdza, że mędrcy odwiedzili małego Jezusa, aby złożyć mu hołd wkrótce po jego narodzinach (2: 1–2: 12). (Źródła i tradycja zaratusztriańska nie odnotowują tego wydarzenia.) Pod koniec I wieku powstały liczne apokryficzne historie związane z magami/mędrcami wspomnianymi w Ewangelii. W średniowieczu stało się to źródłem kolejnych legend.
Oprócz bardziej znanej historii Szymona Maga, zawartej w rozdziale 8, Księga Dziejów Apostolskich (13: 6–11) opisany jest tamże inny mag, który działał jako doradca Sergiusza Pawła, rzymskiego prokonsula w Pafos na wyspie Cypr. Był Żydem o imieniu Bar-Jesus (syn Jezusa) lub alternatywnie Elymas. (Inny cypryjski mag o imieniu Atomos jest wspominany przez Józefa Flawiusza, jako pracownik na dworze Feliksa w Cezarei).
Jedno z niekanonicznych źródeł chrześcijańskich, Syryjska Ewangelia Dzieciństwa (Ewangelia Dzieciństwa Arabska), zawiera w trzecim rozdziale historię mędrców Wschodu, która jest bardzo podobna do tej z Ewangelii Mateusza. Jednak w przeciwieństwie do Mateusza, ta relacja cytuje „Zoradaszta” (Zoroastra) jako źródło proroctwa, które motywowało mędrców do poszukiwania małego Jezusa jako Zbawiciela (porównaj tu eschatologiczną rolę awestańskiego Saoszjanta).